# Dover (Oklahoma)
Dover è un comune degli Stati Uniti d'America, situato nello Stato dell'Oklahoma, nella Contea di Kingfisher.